# Profilage criminel
Pour les articles homonymes, voir Profiler et Profilage.
 (octobre 2011).

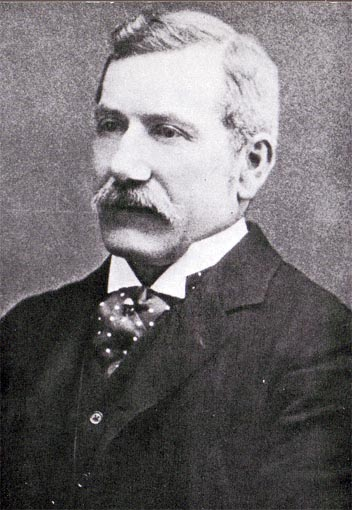
Le docteur Thomas Bond connu pour être le premier profileur dans l'histoire.

Le profilage criminel, fondé sur l’analyse comportementale, est une méthode permettant à des enquêteurs de déterminer le profil psychologique d'un criminel.
Un « profileur » est une personne chargée de réaliser une ébauche du type de portrait psychologique d'une personne recherchée. Les termes « profiler » et « profilage » ne se réfèrent néanmoins à aucune réalité de profession et/ou d'analyse psychologique et/ou policière, mais a été inventé de toutes pièces et introduit par la télévision. Bien que ces termes tendent de ce fait plutôt à s'étendre, on parlera majoritairement en milieu concerné d'« analyste comportemental », de psycho(logue)-criminologue. Les intéressés préfèrent même parfois se présenter simplement comme gendarme, en France, ou agent du FBI, aux États-Unis.
Les « profileurs » sont des agents de police ou de l'armée formés, dans les pays anglo-saxons, en droit, psychologie et sociologie, discipline dont relève, par exemple, la criminologie et la victimologie.

## Description
Le profilage criminel est une méthode permettant à des enquêteurs spécialistes de la psychologie de déterminer le profil psychologique d'un individu a posteriori (c'est-à-dire après que des faits ont été commis). Il peut s'agir d'un criminel ou d'une victime (fugue, accidenté, etc.).
En criminologie moderne, on considère en général qu'elle est la troisième étape des investigations policières : la première étant l'analyse d'indices, voie ouverte par Scotland Yard au XIXe siècle, et la seconde l'étude du crime en lui-même. La troisième étape, souvent optionnelle consistant à analyser la psyché de l'individu recherché.
On distingue souvent le profilage criminel de l'analyse criminelle : le premier consiste à déterminer un profil psychologique d'après les éléments en évidence dans les délits commis, et est généralement pratiqué par des psychologues ou des psychiatres, qui font donc ici fonction de « profileurs ». L'analyse criminelle, elle, est une utilisation de l'outil informatique pour aider les enquêteurs (rapprochement de données de fichiers judiciaires, cartographies, etc.).
Le profilage criminel, tel qu'on l'utilise actuellement dans les services de police, est né aux États-Unis, où il fut consacré dans les années 1950 : le psychiatre James A. Brussel fut sollicité par les services de police pour les aider à résoudre une série d'attentats à la bombe qui frappèrent notamment les salles de cinéma de New York entre 1940 et 1956. C'est la précision du profil qu'il établit qui permit d'arrêter le criminel.

## Aspect juridique
Depuis une dizaine d'années, aux États-Unis comme en France, se pose la question de la sécurité juridique de cette pratique. En effet, il n'existe pas de définition rigoureuse du profilage criminel et de ceux qui le pratiquent, ce qui peut conduire à des débordements (utilisation de l'hypnose, incertitude sur les compétences du profileur, etc.).

## En France
Dominique Perben a constitué en 2003 un groupe de travail chargé d'étudier ce problème, et qui a notamment conclu à la nécessité de faire des profileurs des officiers de police judiciaire.
Au sein de la Gendarmerie nationale a été créé en 2001 une unité spécialisée, le Groupe d’analyse comportementale (GAC), rebaptisé en 2006 Département des Sciences du comportement (DSC), anciennement basé à Rosny-sous-Bois, et depuis au pôle judiciaire de la Gendarmerie Nationale, à Cergy-Pontoise. Le service regroupe quatre analystes (qui enquêtent sous l'angle comportemental) et trois référents judiciaires (qui constituent les dossiers exploitables par les analystes). Le DSC travaille sur une cinquantaine d'affaires par an au titre de trois activités : établissement de profil d'auteur de crime inconnu, assistance à conduite d'audition en garde à vue, analyse comparative de crimes pour rechercher une éventuelle sérialité. Le DSC utilise notamment le logiciel SALVAC, développé au Canada.
- Le profil d'auteur dresse le portrait socio-psychopathologique de l'auteur des faits afin d'aider à son identification. Il décrit les traits de personnalités de la personne potentiellement capable de commettre le crime ainsi que les éléments relatifs à son mode de vie comme à son comportement.
- La stratégie de garde à vue consiste pour les professionnels du DSC à accompagner les enquêteurs ayant à mener, sous le régime d'une garde à vue, une audition d'un suspect présentant une personnalité complexe ou lorsque les faits eux-mêmes sont de nature particulière.
- L'analyse comparative de cas consiste pour le DSC à étudier si un auteur interpellé a pu commettre d'autres crimes ou si plusieurs affaires non résolues présentant des caractéristiques similaires pourraient être l’œuvre d'un même agresseur[5].

## Croyances populaires
La croyance populaire véhicule l'idée selon laquelle les enquêteurs font généralement appel aux profileurs pour résoudre des crimes non élucidés, que les méthodes classiques d'investigation ne suffisent pas à éclairer. Cette vision amène le grand public à penser que les profileurs se consacrent exclusivement à des meurtres en série.
Une deuxième croyance spéculative tend vers l'idée que les profileurs peuvent arrêter des assassins par le simple fait d'étudier l'appartement d'une victime ou son mode de vie. Cette théorie (très relayée par la télévision) n'a jamais été une pratique d'intervention utilisée[réf. nécessaire].

## Dans la fiction
Le métier de profileur a fait l'objet de plusieurs films ou séries, centrés autour du personnage du profileur. Toutefois, les films sont souvent enrobés d'une certaine vision ne correspondant pas à la pratique de terrain.

### Cinéma
- Dans Le Silence des agneaux (1991) de Jonathan Demme.
- Dans Copycat (1995) de Jon Amiel.
- Dans Profession profiler (2004) de Renny Harlin.

### Télévision
Séries télévisées
- Profiler (1996-2000) ;
- Esprits criminels, mettant en scène des profileurs de différents domaines afin d'élucider les meurtres les plus complexes ;
- Millenium (1996), mettant en scène Frank Black, un homme qui possède le don de deviner les motivations des tueurs en série ;
- Hannibal, mettant en scène Will Graham (interprété par Hugh Dancy) un profiler travaillant au département des sciences comportementales du FBI ;
- Profilage, mettant en scène une jeune profileuse nommée Chloé St Laurent puis Adèle  Delettre ;
- Fortier, mettant en scène le docteur Anne Fortier, psychologue et profileuse au SAS (Service Anti-Sociopathe) ;
- Prison Break, mettant en scène Alexander Mahone du FBI, profiler chargé de retrouver les huit évadés de la prison de Fox River au cours de la saison 2 ;
- The Blacklist, mettant en scène la profileuse du FBI Elizabeth Keen qui se voit obligée de travailler avec un criminel influent ;
- Dexter, mettant en scène Franck Lundy, un profiler du FBI travaillant sur l'histoire du Tueur de la Trinité ;
- Mindhunter, mettant en scène Holden Ford, un agent spécial du FBI qui définit le concept de tueur en série et met progressivement au point les bases du profilage américain dans les années 1970 ;
- Criminal Minds (en), mettant en scène des agents du NCI, unité des enquêtes criminelles nationale, composé de profileurs ;
- Manhunt: Unabomber, qui raconte l'enquête sur Theodore Kaczynski (Unabomber).
- Prodigal Son ;
- Through the Darkness (악의 마음을 읽는 자들), dépeignant le premier profileur en Corée du Sud dans les années 1990.

### Jeu vidéo
- Dans le jeu vidéo Heavy Rain, l'un des quatre personnages qu'incarne le joueur est un profileur du FBI, Norman Jayden.